# Victor Frond
Jean-Victor Frond (Montfaucon (Lot), 1821 - Varreddes, França 1881), fotógrafo e pintor francês, possuiu um estúdio no Rio de Janeiro entre os anos de 1858 e 1862.

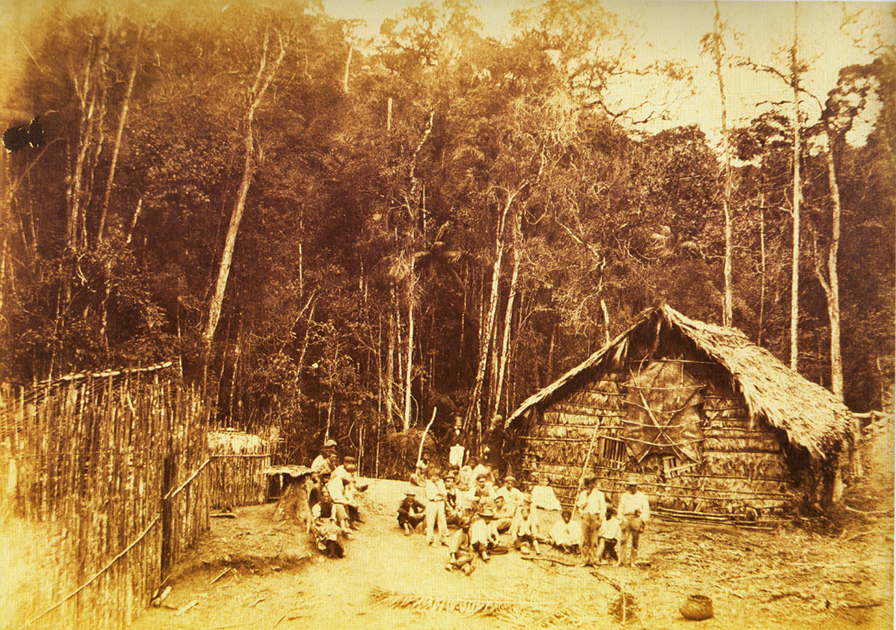
Rancho imperial às margens do rio Fumaça, na Colônia de Santa Leopoldina, onde sua majestade, o imperador, jantou (Victor Frond, 1860).

## Origem
De acordo com a historiadora Lygia Segala, Frond era oriundo de uma família camponesa na região de Lot, no sul da França. Antes de empreender seu novo ofício em terras brasileiras, exerceu atividades como subtenente na 4ª Companhia do Batalhão do Corpo de Bombeiros de Paris, onde se destacou entre os militares devido a uma publicação sobre a necessidade de se organizarem serviços de prevenção a incêndios. Foi militante republicano francês, atuando ao lado de lideranças como Ledru-Rollin, Charras, o escritor Victor Hugo, além de Ribeyrolles. Participou de barricadas e liderou revoltas em prol do republicanismo. Em 1852, foi preso e sentenciado com a pena máxima, sendo deportado para a Argélia. Após empreender uma fuga do cativeiro norte-africano, exilou-se na Inglaterra, onde reencontrou seus companheiros de lutas republicanas, com os quais compartilhou experiências e novos conhecimentos. Transferiu-se para Portugal e provavelmente estudou fotografia com Alfred Fillon, também francês e companheiro de fuga da Argélia. Fillon tornou-se bastante conhecido em sua profissão, como fotógrafo da Casa Real Portuguesa. "Fracassada a sublevação republicana planejada para fins de 1854, perdidas as esperanças de auxílios ibérico e americano no jogo político, Frond tenta reconverter o capital social acumulado na militância em novo capital profissional. Em Lisboa, onde já havia criado uma rede sólida de relações — chances, talvez, de uma primeira clientela —, lança-se à invenção à sua própria custa, ao ofício daqueles que não tinham eira nem beira. Faz-se fotógrafo".

## Atuação no Brasil

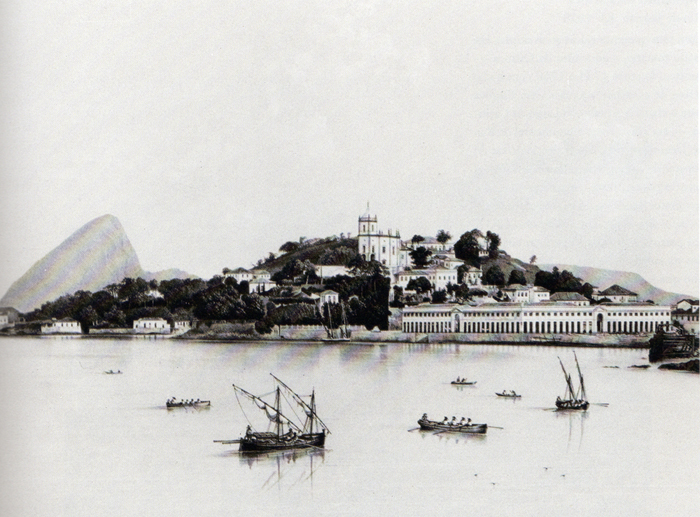
Outeiro da Glória com Pão de Açúcar ao fundo, Rio de Janeiro (Victor Frond, 1861)

Chegou ao Brasil em outubro de 1856 e em 1857 tornou-se proprietário de um estúdio fotográfico no Rio de Janeiro. Além da cidade do Rio de Janeiro, fotografou, para o "álbum de vistas" da obra Brasil Pitoresco, fazendas do interior, Campos dos Goytacazes, São Fidélis e Salvador. Em 1860, acompanhando a viagem do naturalista e explorador suíço Johan Jacob von Tschudi, produziu registros fotográficos do Espírito Santo, tanto de Vitória como das colônias agrícolas de imigrantes. Em meados da década de 1860 retornou à França onde faleceu em 1861.